# ラウタロ・デ・レオン
ラウタロ・デ・レオン・ビジャール（Lautaro De Léon Billar, 2001年2月9日 - ）は、ウルグアイ・モンテビデオ出身のサッカー選手。FCアンドラ所属。ポジションはFW。

## クラブ経歴
2001年にウルグアイの首都モンテビデオで生まれ、4歳の時に家族と共にスペインのガリシア州に移住。地元のクラブチームを経て2017年にセルタ・デ・ビーゴのカンテラに入所。2019年3月に傘下のセルタ・デ・ビーゴBに昇格。24日のセグンダ・ディビシオンBのクルトゥラル・レオネサ戦でプロデビュー。2019-20シーズンはBチームで15試合に出場。2020-21シーズンは8試合2ゴールを決めたところで、2020年11月にトップチームに昇格。12月14日のカディスCF戦で、ラ・リーガデビューを果たした。
2023年7月15日、2023-24シーズンはFCカルタヘナへレンタル移籍することが決定した。しかし、限られた出場機会に苦しんだため、冬の移籍市場でCDミランデスへとレンタル先を切り替えた。
2024年7月2日、FCアンドラに移籍した。